# Варакута Олександр Павлович

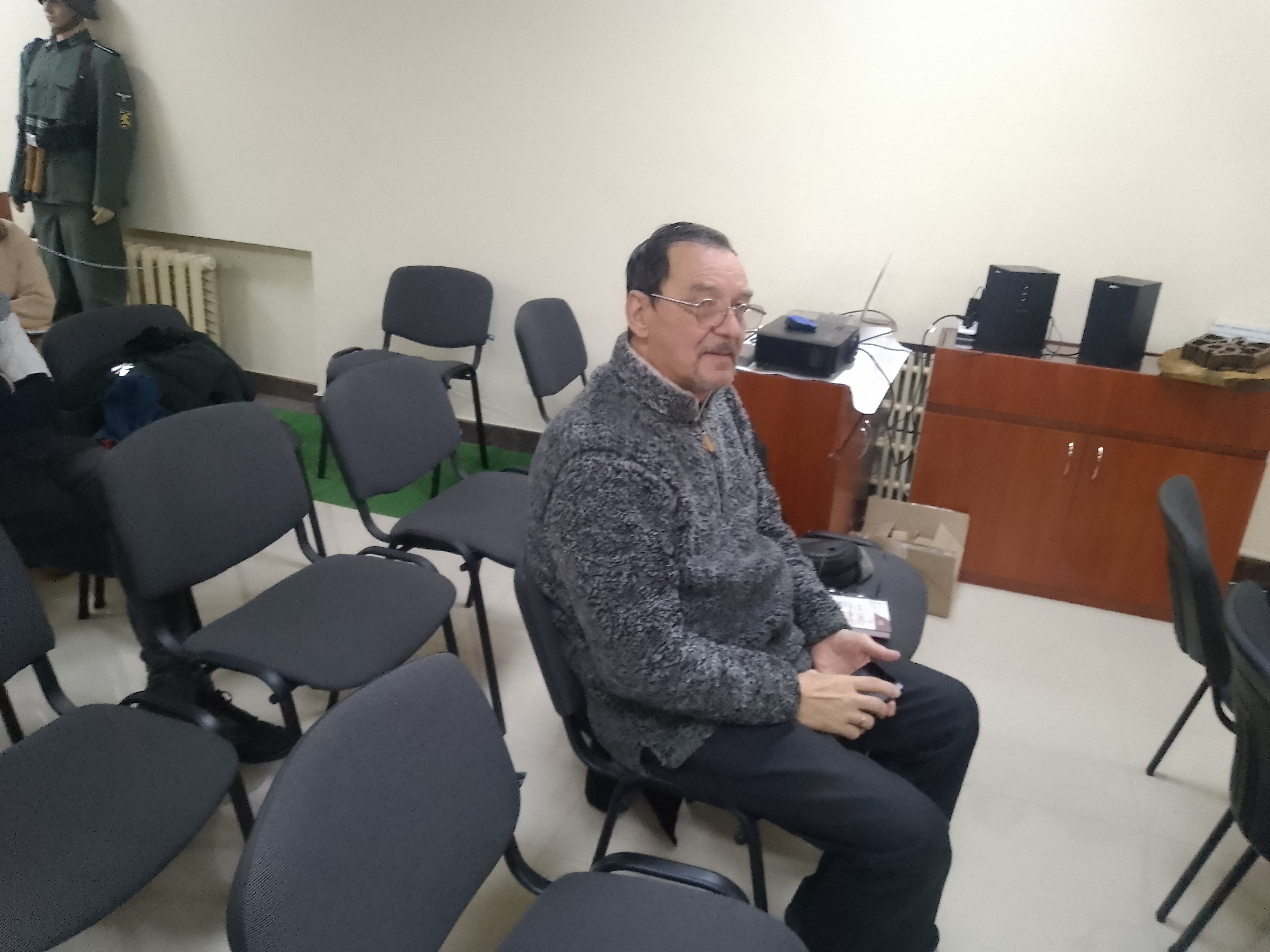
Олександр Варакута перед записом інтерв'ю в Музеї національно-визвольної боротьби

Олександр Павлович Варакута (нар. 11 листопада 1951, смт Сиротине, Україна) — український військовик, полковник ЗСУ у відставці, науковець, педагог, член-кореспондент академії безпеки та основ здоров'я (2013). Орден Богдана Хмельницького III ступеня (1996р.).

## Життєпис
Олександр Варакута народився 11 листопада 1951 року у смт Сиротино, нині Сєвєродонецької громади Сєвєродонецького району Луганської области України. Мама працювала медсестрою, батько – вчителем, пізніше директором школи.
Закінчив Московське військове училище (1975) Цивільної оборони СРСР та військово-інженерну академію імені В.В.Куйбишева (1986). Проходив службу у навчальному полку Цивільної оборони на посадах: командир взводу, командир учбового взводу, командир учбової роти.  За 32 роки військової служби займав посади: командира взводу, командира учбової роти, заступника командира полку та командира окремої частини Національної гвардії України. 
З січня 2014 року — командир Загону народної самооборони Тернопілля та керівник силового блоку “Правого сектору”.
Згодом — асистент катедри фізичної реабілітації і безпеки життєдіяльності Тернопільського національного педагогічного університету імені Володимира Гнатюка.
Голова Тернопільської обласної організації ВГО «Спілка офіцерів України».
Член (з 2014) дорадчої ради МОН України з питань цивільного захисту, безпеки життєдіяльності та основ медичних знань. Секретар Президії Тернопільської обласної науково-методичної ради з цивільного захисту та безпеки життєдіяльності. Заступник голови громадської ради та радник (від 2015) голови Тернопільської ОДА.

## Доробок
Автор публікацій у фахових виданнях, журналах та електронних навчальних посібників «Безпека життєдіяльності», «Цивільний захист». Є рецензентом навчального посібника для дівчат «Захист Вітчизни» (2012).
Сфера наукових інтересів: розробка Концепції гармонійного розвитку людини.